# Abbenans
Abbenans és un municipi francès situat al departament del Doubs i a la regió de Borgonya - Franc Comtat. L'any 2007 tenia 353 habitants.

## Demografia

### Població
El 2007 la població de fet d'Abbenans era de 353 persones. Hi havia 141 famílies de les quals 39 eren unipersonals (23 homes vivint sols i 16 dones vivint soles), 47 parelles sense fills, 51 parelles amb fills i 4 famílies monoparentals amb fills.
La població ha evolucionat segons el següent gràfic:
Habitants censats

### Habitatges
El 2007 hi havia 172 habitatges, 150 eren l'habitatge principal de la família, 10 eren segones residències i 13 estaven desocupats. 146 eren cases i 26 eren apartaments. Dels 150 habitatges principals, 115 estaven ocupats pels seus propietaris, 32 estaven llogats i ocupats pels llogaters i 2 estaven cedits a títol gratuït; 2 tenien una cambra, 7 en tenien dues, 18 en tenien tres, 36 en tenien quatre i 87 en tenien cinc o més. 125 habitatges disposaven pel capbaix d'una plaça de pàrquing. A 81 habitatges hi havia un automòbil i a 56 n'hi havia dos o més.

### Piràmide de població
La piràmide de població per edats i sexe el 2009 era:
| Homes | Edats   | Dones |
| ----- | ------- | ----- |
| 0     | 95 o +  | 0     |
| 0     | 90 a 94 | 4     |
| 0     | 85 a 89 | 8     |
| 4     | 80 a 84 | 0     |
| 8     | 75 a 79 | 8     |
| 8     | 70 a 74 | 8     |
| 8     | 65 a 69 | 20    |
| 8     | 60 a 64 | 12    |
| 12    | 55 a 59 | 28    |
| 4     | 50 a 54 | 4     |
| 8     | 45 a 49 | 4     |
| 16    | 40 a 44 | 8     |
| 12    | 35 a 39 | 12    |
| 24    | 30 a 34 | 12    |
| 4     | 25 a 29 | 12    |
| 4     | 20 a 24 | 4     |
| 12    | 15 a 19 | 16    |
| 12    | 10 a 14 | 8     |
| 4     | 5 a 9   | 20    |
| 8     | 0 a 4   | 4     |

## Economia
El 2007 la població en edat de treballar era de 225 persones, 138 eren actives i 87 eren inactives. De les 138 persones actives 117 estaven ocupades (72 homes i 45 dones) i 21 estaven aturades (9 homes i 12 dones). De les 87 persones inactives 29 estaven jubilades, 16 estaven estudiant i 42 estaven classificades com a «altres inactius».

### Ingressos
El 2009 a Abbenans hi havia 147 unitats fiscals que integraven 363 persones, la mediana anual d'ingressos fiscals per persona era de 14.108 €.

### Activitats econòmiques
Dels 8 establiments que hi havia el 2007, 5 eren d'empreses de construcció, 2 d'empreses immobiliàries i 1 d'una empresa de serveis.
Dels 6 establiments de servei als particulars que hi havia el 2009, 1 era un paleta, 2 fusteries, 2 lampisteries i 1 agència immobiliària.
L'any 2000 a Abbenans hi havia 9 explotacions agrícoles.

## Equipaments sanitaris i escolars
El 2009 hi havia una escola elemental integrada dins d'un grup escolar amb les comunes properes formant una escola dispersa.

## Poblacions més properes
El següent diagrama mostra les poblacions més properes.